# 福田組
株式会社福田組（ふくだぐみ）は、新潟県を地盤とし全国展開をする建設会社（ゼネコン）である。

## 歴代社長
- 初代：福田藤吉（1902年1月 - 1927年12月） - 創業者
- 2代：福田賢吉（1927年12月 - 1936年）
- 3代：福田絅次（1936年 - 1953年4月）
- 4代：福田正（1953年4月 - 1992年3月） - 福田組名誉会長、小沢一郎・竹下亘の義父
- 5代：福田実（1992年3月 - 2003年3月）
- 6代：福田勝之（2003年3月 - 2009年3月） - 福田実の実弟
- 7代：伊東修之助（2009年3月 - 2012年3月）
- 8代：太田豊彦（2012年3月 -2019年3月）
- 9代：荒明正紀（2019年3月 - ）

## 特徴
本社は新潟県新潟市中央区一番堀通町であるが、東京都千代田区九段北にも東京本社・本店がある。
中堅ゼネコンでは珍しく、自社技術で超高層ビルを建築することができる。
国土交通省（北陸地方整備局長・九州地方整備局長）より「工事成績優秀企業認定」を受けており、表彰している。
福田道路等の子会社及び関連会社が多数あり、福田グループを形成している。
連結売上高比率で同業他社を圧倒する。
建築工事や土木工事の営業地盤を新潟県に強く維持し、福田グループを形成している。
福田グループの総合力を発揮し、新潟県での規模を保ちつつ全国に進出している（但し、四国地方のみ支店が存在しない）。
新潟県最大規模のゼネコンであるが、新潟県内の売り上げより県外（全国）の売り上げが大きなウェイトを占めている。
福田道路が早期に全国へ進出し、また舗装業界内でも施工実績が多数あるため、福田組が福田道路の子会社だと勘違いされる場合も多い。
福田道路は、舗装業界上位（TOP10）に入ることから連結決算に大きく影響している。
2014年度 国土交通省（北陸地方整備局長・九州地方整備局長）より「工事成績優秀企業認定」受けており、表彰している。
過去に完成した国土交通省発注の土木工事に関して、その工事成績評定が優秀な企業を選定し認定するものであり、施工・品質管理に対する技術力が高く評価している。
優良工事表彰・優良建設技術者表彰を数多く受賞している。
2013年度にも「工事成績優秀企業認定」を受けており、施工・品質管理は同業他社を上回っていると思われる。

## 政治家との関係
福田組は、新潟県に地盤を持っていた田中角栄の有力後援者としての人脈を原動力に、公共事業を中心に急成長を遂げ、大手ゼネコンとなった。
小沢一郎の元妻・和子は福田正元会長の長女であり、田中角栄の派閥の長老である二階堂進を仲人にして衆院議員2期目の1973年に結婚した。なお、正の次女も、竹下登の弟である竹下亘衆院議員と結婚している。

## 施工物件
建築工事については、東日本地区のイオン（旧：ジャスコ）ショッピングセンター（埼玉県・千葉県・茨城県・宮城県・岩手県・新潟県・青森県等）を数多く手がける。
2007年（平成19年）10月完成のイオンモール新潟南（新潟亀田IC近く）は、新潟県内及び全国的にも最大規模のショッピングセンターである。
イオン以外にも大規模ショッピングセンター施工実績多数あり。自社開発物件もある。
千葉県市原市に「unimo」を100%自社開発にて完成。ホテル・マンション・工場・公共建築物等でも多数の施工実績あり。
新潟市中央区古町で商業施設と住宅が入居する29階建ての複合型超高層ビルを単独にて施工。
全国でも積極的に営業を拡大している。
東京都・東北地方・大阪府・新潟県に設計・施工・メンテナンス等の拠点を設けている。
土木工事については、全国で高速道路・各新幹線の施工実績あり。
近年の施工実績は、首都高速中央環状線大橋JCT・新東名高速道路等がある。
幅広い分野で技術を持っている。
新潟県中越地震では、旧：山古志村（現：長岡市）をはじめ高速道路復旧等に24時間体制で早期復興のため対応した。
新潟県中越沖地震でも国道8号復旧工事を行なった。